# Асполя
Асполя (кат. Espolla) — муніципалітет, розташований в Автономній області Каталонія, в Іспанії. Знаходиться у районі (кумарці) Ал Ампурда провінції Жирона, згідно з новою адміністративною реформою перебуватиме у складі баґарії Жирона.

## Населення
Населення міста (у 2007 р.) становить 404 особи (з них менше 14 років — 10,4%, від 15 до 64 — 63,9%, понад 65 років — 25,7%). У 2006 р. народжуваність склала 3 особи, смертність — 6 осіб, зареєстровано 0 шлюбів. У 2001 р. активне населення становило 179 осіб, з них безробітних — 8 осіб.

Серед осіб, які проживали на території міста у 2001 р., 319 народилися в Каталонії (з них 260 осіб у тому самому районі, або кумарці), 36 осіб приїхало з інших областей Іспанії, а 14 осіб приїхало з-за кордону. 

Університетську освіту має 10,8% усього населення. 

У 2001 р. нараховувалося 133 домогосподарства (з них 27,1% складалися з однієї особи, 25,6% з двох осіб,15% з 3 осіб, 18% з 4 осіб, 9% з 5 осіб, 3% з 6 осіб, 1,5% з 7 осіб, 0% з 8 осіб і 0,8% з 9 і більше осіб).

Активне населення міста у 2001 р. працювало у таких сферах діяльності : у сільському господарстві — 19,3%, у промисловості — 15,8%, на будівництві — 11,1% і у сфері обслуговування — 53,8%. 

 У муніципалітеті або у власному районі (кумарці) працює 104 особи, поза районом — 84 особи.

### Безробіття
У 2007 р. нараховувалося 7 безробітних (у 2006 р. — 6 безробітних), з них чоловіки становили 28,6%, а жінки — 71,4%.

## Економіка

### Підприємства міста

#### Промислові підприємства
| \| Промислові підприємства міста, за сферою діяльності \| Промислові підприємства міста, за сферою діяльності \| Промислові підприємства міста, за сферою діяльності \| \| Рік \| 2002 р. \| 2001 р. \| \| --------------------------------------------------- \| --------------------------------------------------- \| --------------------------------------------------- \| \| Енергетичні та водні ресурси \| 0% \| 0% \| \| Хімія та метали \| 0% \| 0% \| \| Переробка металів \| 0% \| 0% \| \| Продукти харчування \| 33,3% \| 33,3% \| \| Текстиль \| 0% \| 0% \| \| Виробництво меблів, видання \| 66,7% \| 66,7% \| \| Інше \| 0% \| 0% \| \| Усього підприємств \| 3 \| 3 \| |         |         |
| Промислові підприємства міста, за сферою діяльності |         |         |
| Рік | 2002 р. | 2001 р. |
| Енергетичні та водні ресурси | 0%      | 0%      |
| Хімія та метали | 0%      | 0%      |
| Переробка металів | 0%      | 0%      |
| Продукти харчування | 33,3%   | 33,3%   |
| Текстиль | 0%      | 0%      |
| Виробництво меблів, видання | 66,7%   | 66,7%   |
| Інше | 0%      | 0%      |
| Усього підприємств | 3       | 3       |

#### Роздрібна торгівля
| \| Підприємства роздрібної торгівлі міста, за сферою діяльності \| Підприємства роздрібної торгівлі міста, за сферою діяльності \| Підприємства роздрібної торгівлі міста, за сферою діяльності \| \| Рік \| 2002 р. \| 2001 р. \| \| ------------------------------------------------------------ \| ------------------------------------------------------------ \| ------------------------------------------------------------ \| \| Продукти харчування \| 83,3% \| 83,3% \| \| Одяг та взуття \| 0% \| 0% \| \| Товари для дому \| 0% \| 0% \| \| Книги та періодичні видання \| 0% \| 0% \| \| Промислова хімічна продукція \| 16,7% \| 16,7% \| \| Продукція, пов'язана з транспортними засобами \| 0% \| 0% \| \| Інше \| 0% \| 0% \| \| Усього підприємств \| 6 \| 6 \| |         |         |
| Підприємства роздрібної торгівлі міста, за сферою діяльності |         |         |
| Рік | 2002 р. | 2001 р. |
| Продукти харчування | 83,3%   | 83,3%   |
| Одяг та взуття | 0%      | 0%      |
| Товари для дому | 0%      | 0%      |
| Книги та періодичні видання | 0%      | 0%      |
| Промислова хімічна продукція | 16,7%   | 16,7%   |
| Продукція, пов'язана з транспортними засобами | 0%      | 0%      |
| Інше | 0%      | 0%      |
| Усього підприємств | 6       | 6       |

#### Сфера послуг
| \| Підприємства міста, що працюють у сфері послуг, за діяльністю \| Підприємства міста, що працюють у сфері послуг, за діяльністю \| Підприємства міста, що працюють у сфері послуг, за діяльністю \| \| Рік \| 2002 р. \| 2001 р. \| \| ------------------------------------------------------------- \| ------------------------------------------------------------- \| ------------------------------------------------------------- \| \| Гуртова торгівля \| 12,5% \| 12,5% \| \| Готелі та готельний бізнес \| 25% \| 25% \| \| Транспорт та зв'язок \| 25% \| 25% \| \| Посередницькі фінансові послуги \| 12,5% \| 12,5% \| \| Послуги підприємствам \| 0% \| 0% \| \| Послуги фізичним особам \| 12,5% \| 12,5% \| \| Нерухомість та ін. \| 12,5% \| 12,5% \| \| Усього підприємств \| 8 \| 8 \| |         |         |
| Підприємства міста, що працюють у сфері послуг, за діяльністю |         |         |
| Рік | 2002 р. | 2001 р. |
| Гуртова торгівля | 12,5%   | 12,5%   |
| Готелі та готельний бізнес | 25%     | 25%     |
| Транспорт та зв'язок | 25%     | 25%     |
| Посередницькі фінансові послуги | 12,5%   | 12,5%   |
| Послуги підприємствам | 0%      | 0%      |
| Послуги фізичним особам | 12,5%   | 12,5%   |
| Нерухомість та ін. | 12,5%   | 12,5%   |
| Усього підприємств | 8       | 8       |

## Житловий фонд
У 2001 р. 0,8% усіх родин (домогосподарств) мали житло метражем до 59 м², 21,8% — від 60 до 89 м², 39,8% — від 90 до 119 м² і
37,6% — понад 120 м².

З усіх будівель у 2001 р. 75,7% було одноповерховими, 23,9% — двоповерховими, 0,5
% — триповерховими, 0% — чотириповерховими, 0% — п'ятиповерховими, 0% — шестиповерховими,
0% — семиповерховими, 0% — з вісьмома та більше поверхами.

## Автопарк
| \| Автомобілі, зареєстровані у місті, за призначенням \| Автомобілі, зареєстровані у місті, за призначенням \| Автомобілі, зареєстровані у місті, за призначенням \| \| Рік \| 2006 р. \| 2005 р. \| \| -------------------------------------------------- \| -------------------------------------------------- \| -------------------------------------------------- \| \| Приватні автомобілі \| 57,3% \| 58,3% \| \| Мотоцикли \| 8% \| 7,5% \| \| Вантажівки \| 31,5% \| 32,8% \| \| Трактори \| 1,1% \| 0,6% \| \| Автобуси та ін. \| 2,1% \| 0,8% \| \| Усього автомобілів \| 375 шт. \| 360 шт. \| |         |         |
| Автомобілі, зареєстровані у місті, за призначенням |         |         |
| Рік | 2006 р. | 2005 р. |
| Приватні автомобілі | 57,3%   | 58,3%   |
| Мотоцикли | 8%      | 7,5%    |
| Вантажівки | 31,5%   | 32,8%   |
| Трактори | 1,1%    | 0,6%    |
| Автобуси та ін. | 2,1%    | 0,8%    |
| Усього автомобілів | 375 шт. | 360 шт. |

## Вживання каталанської мови
У 2001 р. каталанську мову у місті розуміли 98,6% усього населення (у 1996 р. — 100%), вміли говорити нею 92,9% (у 1996 р. — 
95,1%), вміли читати 89,1% (у 1996 р. — 92,3%), вміли писати 61,3
% (у 1996 р. — 21%). Не розуміли каталанської мови 1,4%.

## Політичні уподобання
У виборах до Парламенту Каталонії у 2006 р. взяло участь 248 осіб (у 2003 р. — 254 особи). Голоси за політичні сили розподілилися таким чином:
| \| Вибори до Парламенту Каталонії \| Вибори до Парламенту Каталонії \| Вибори до Парламенту Каталонії \| \| Рік \| 2006 р. \| 2003 р. \| \| -------------------------------------- \| ------------------------------ \| ------------------------------ \| \| Конвергенція та Єднання (CiU) \| 49,2% \| 58,3% \| \| Соціалістична партія Каталонії (PSC) \| 23,4% \| 20,1% \| \| Народна партія (PP) \| 3,2% \| 4,7% \| \| Ініціатива за зелену Каталонію (IC) \| 7,3% \| 1,6% \| \| Республіканська лівиця Каталонії (ERC) \| 16,5% \| 15% \| \| Громадянська партія (C's) \| 0% \| 0% \| \| Інші \| 0,4% \| 0,4% \| |         |         |
| Вибори до Парламенту Каталонії |         |         |
| Рік | 2006 р. | 2003 р. |
| Конвергенція та Єднання (CiU) | 49,2%   | 58,3%   |
| Соціалістична партія Каталонії (PSC) | 23,4%   | 20,1%   |
| Народна партія (PP) | 3,2%    | 4,7%    |
| Ініціатива за зелену Каталонію (IC) | 7,3%    | 1,6%    |
| Республіканська лівиця Каталонії (ERC) | 16,5%   | 15%     |
| Громадянська партія (C's) | 0%      | 0%      |
| Інші | 0,4%    | 0,4%    |

У муніципальних виборах у 2007 р. взяло участь 345 осіб (у 2003 р. — 296 осіб). Голоси за політичні сили розподілилися таким чином:
| \| Муніципальні вибори \| Муніципальні вибори \| Муніципальні вибори \| \| Рік \| 2007 р. \| 2003 р. \| \| -------------------------------------- \| ------------------- \| ------------------- \| \| Конвергенція та Єднання (CiU) \| 48,1% \| 54,4% \| \| Соціалістична партія Каталонії (PSC) \| 29,9% \| 45,6% \| \| Народна партія (PP) \| 0% \| 0% \| \| Ініціатива за зелену Каталонію (IC) \| 0% \| 0% \| \| Республіканська лівиця Каталонії (ERC) \| 22% \| 0% \| \| Громадянська партія (C's) \| 0% \| 0% \| \| Інші \| 0% \| 0% \| |         |         |
| Муніципальні вибори |         |         |
| Рік | 2007 р. | 2003 р. |
| Конвергенція та Єднання (CiU) | 48,1%   | 54,4%   |
| Соціалістична партія Каталонії (PSC) | 29,9%   | 45,6%   |
| Народна партія (PP) | 0%      | 0%      |
| Ініціатива за зелену Каталонію (IC) | 0%      | 0%      |
| Республіканська лівиця Каталонії (ERC) | 22%     | 0%      |
| Громадянська партія (C's) | 0%      | 0%      |
| Інші | 0%      | 0%      |